# Franco Fantasia
Franco Fantàsia, né à Rhodes le 5 mars 1924, mort à Rome le 10 novembre 2002, est un acteur italien de cinéma, qui a aussi été maître d'armes, cascadeur et directeur de production.

## Biographie
Franco Fantasia a joué dans plus de 130 films, dont plusieurs sont devenus célèbres, surtout dans le cinéma de genre. Entre les films célèbres, on peut noter L'Enfer des zombies, La Secte des cannibales, La Guerre des gangs et Le Grand Duel. 
Il meurt à Rome en 2002 d'une crise cardiaque, alors qu'il était hospitalisé pour un cancer des reins.

## Filmographie partielle

### Cinéma
- 1951 : Il capitano nero (it), de Giorgio Ansoldi et Alberto Pozzetti
- 1951 : Quo vadis, de Mervyn LeRoy
- 1951 : Tizio Caio Sempronio (it), de Marcello Marchesi, Vittorio Metz et Alberto Pozzetti
- 1954 : Dommage que tu sois une canaille (Peccato che sia una canaglia), d'Alessandro Blasetti
- 1955 : Le Signe de Vénus (Il segno di Venere), de Dino Risi
- 1956 : Le Disque rouge (Il ferroviere), de Pietro Germi
- 1959 : Le Fils du corsaire rouge (Il figlio del corsaro rosso), de Primo Zeglio
- 1959 : La Vengeance du Sarrasin (La scimitarra del Saraceno), de Piero Pierotti
- 1959 : Le Cavalier à l'armure d'or (I cavalieri del diavolo), de Siro Marcellini
- 1959 : La Terreur du masque rouge (Il terrore della maschera rossa), de Luigi Capuano
- 1959 : Les Prisonniers de la tour (I Reali di Francia), de Mario Costa (réalisateur)
- 1960 : Les Cosaques (I cosacchi), de Giorgio Rivalta et Viktor Tourjanski
- 1960 : La Venere dei pirati, de Mario Costa
- 1960 : Constantin le Grand (Costantino il Grande), de Lionello De Felice
- 1961 : Drakut il vendicatore (it), de Luigi Capuano
- 1962 : Zorro l'intrépide (Zorro alla corte di Spagna), de Luigi Capuano
- 1962 : Le Secret de d'Artagnan (Il colpo segreto di d'Artagnan), de Siro Marcellini
- 1963 : Il duca nero, de Pino Mercanti
- 1963 : Les Trois Épées de Zorro (Le tre spade di Zorro), de Ricardo Blasco
- 1963 : Zorro et les Trois Mousquetaires (Zorro e i tre moschettieri), de Luigi Capuano
- 1963 : La Revanche de d'Artagnan (D'Artagnan contro i 3 moschettieri), de Fulvio Tului
- 1963 : Le Bourreau de Venise (Il boia di Venezia), de Luigi Capuano
- 1964 : Le Colosse de Rome (Il colosso di Roma), de Giorgio Ferroni
- 1964 : El Kebir, fils de Cléopâtre (Il figlio di Cleopatra), de Ferdinando Baldi
- 1964 : Le Léopard de la jungle noire (Sandokan contro il leopardo di Sarawak), de Luigi Capuano
- 1964 : Le Lion de Saint-Marc (Il Leone di San Marco), de Luigi Capuano
- 1965 : Le Dollar troué (Un dollaro bucato), de Giorgio Ferroni
- 1965 : Buffalo Bill, le héros du Far-West (Buffalo Bill, l'eroe del Far West), de Mario Costa
- 1965 : Duel dans le désert (La magnifica sfida), de Miguel Lluch et Osvaldo Civirani
- 1965 : La Frontière de la haine (I tre del Colorado), d'Amando de Ossorio
- 1966 : Les Renégats du désert (Il rinnegato del deserto), de Paolo Heusch et Antonio Santillán
- 1966 : Kriminal, d'Umberto Lenzi
- 1966 : Gringo joue sur le rouge (7 dollari sul rosso), d'Alberto Cardone
- 1966 : Les Colts de la violence (1000 dollari sul nero), d'Alberto Cardone
- 1966 : Jerry Land, chasseur d'espions (Anónima de asesinos), de Juan de Orduña
- 1967 : Les Chiens verts du désert (Attentato ai tre grandi), d'Umberto Lenzi
- 1967 : La Ceinture de chasteté (La cintura di castità) de Pasquale Festa Campanile
- 1967 : Peyrol le boucanier (L'avventuriero), de Terence Young
- 1967 : La Dernière Compagnie (it) (Eine Handvoll Helden), de Fritz Umgelter
- 1968 : L'Évadé de Yuma (Vivo per la tua morte), de Camillo Bazzoni
- 1968 : Massacre pour un shérif (Il lungo giorno del massacro), d'Alberto Cardone
- 1969 : Zorro au service de la reine (Zorro alla corte d'Inghilterra), de Franco Montemurro
- 1969 : La Légion des damnés (La legione dei dannati), d'Umberto Lenzi
- 1970 : Adios Sabata (Indio Black, sai che ti dico: Sei un gran figlio di...), de Gianfranco Parolini
- 1970 : Django arrive, préparez vos cercueils (C'è Sartana... vendi la pistola e comprati la bara!), de Giuliano Carnimeo
- 1971 : Le Retour de Sabata (È tornato Sabata... hai chiuso un'altra volta!), de Gianfranco Parolini
- 1971 : Homicide parfait au terme de la loi (Un omicidio perfetto a termine di legge), de Tonino Ricci
- 1971 : La Vie sexuelle de Don Juan (Le calde notti di Don Giovanni), d'Alfonso Brescia
- 1972 : Le Tueur à l'orchidée (Sette orchidee macchiate di rosso), d'Umberto Lenzi
- 1972 : La calandria de Pasquale Festa Campanile
- 1972 : Le Lion de Saint-Pétersbourg (I leoni di Pietroburgo), de Mario Siciliano
- 1972 : Le Grand Duel (Il grande duello), de Giancarlo Santi
- 1972 : Méfie-toi Ben, Charlie veut ta peau (Amico, stammi lontano almeno un palmo), de Michele Lupo
- 1973 : La Guerre des gangs (Milano rovente), d'Umberto Lenzi
- 1973 : Simbad le calife de Bagdad (Simbad e il califfo di Bagdad), de Pietro Francisci
- 1973 : La Vie sexuelle dans les prisons de femmes (Diario segreto da un carcere femminile), de Rino Di Silvestro
- 1973 : Una vita lunga un giorno, de Ferdinando Baldi
- 1974 : Mon nom est Trinita (Carambola), de Ferdinando Baldi
- 1976 : Le Corsaire noir (Il Corsaro Nero), de Sergio Sollima
- 1976 : La tigre è ancora viva: Sandokan alla riscossa!, de Sergio Sollima
- 1976 : L'Exécuteur (Gli esecutori), de Maurizio Lucidi
- 1977 : Action immédiate (La via della droga), d'Enzo G. Castellari
- 1977 : L'Affaire Mori (Il prefetto di ferro), de Pasquale Squitieri
- 1977 : Adios California (California), de Michele Lupo
- 1978 : La Montagne du dieu cannibale (La montagna del dio cannibale), de Sergio Martino
- 1979 : L'Enfer des zombies (Zombi 2), de Lucio Fulci
- 1979 : De l'enfer à la victoire (Contro 4 bandiere), d'Umberto Lenzi
- 1980 : La Secte des cannibales (Mangiati vivi!), d'Umberto Lenzi
- 1981 : Le Lion du désert, de Moustapha Akkad
- 1985 : Liberté, Égalité, Choucroute, de Jean Yanne
- 1985 : Cinq Salopards en Amazonie (Squadra selvaggia), d'Umberto Lenzi
- 1986 : L'Enquête (L'inchiesta), de Damiano Damiani
- 1990 : Obiettivo poliziotto, d'Umberto Lenzi
- 1991 : Buck ai confini del cielo (it), de Tonino Ricci
- 1991 : À la recherche du scorpion d'or (Caccia allo scorpione d'oro), d'Umberto Lenzi
- 1998 : Incontri proibiti, d'Alberto Sordi
- 1999 : Fantozzi 2000 - La clonazione, de Domenico Saverni
- 2000 : L'ombra del gigante (it), de Roberto Petrocchi

### Télévision
- 1968 : L'Odyssée (Odissea), mini-série télévisée de Franco Rossi, Piero Schivazappa et Mario Bava
- 1976 : Sandokan, mini-série télévisée de Sergio Sollima